# オズリック・テンタクルズ
オズリック・テンタクルズ (Ozric Tentacles) はイングランド出身のインストゥルメンタル・ロック・バンドであり、サイケデリック・ロック、プログレッシブ・ロック、スペース・ロック、フュージョン、電子音楽、ダブ、ワールドミュージックや環境音楽など幅広い音楽性を有している。 サマセットにて1983年に結成されたこのバンドは、これまでメジャーレーベルと契約したことがないにもかかわらず、30枚を超えるアルバムをリリースし、世界中で100万枚以上を売り上げている。
バンドメンバーは何度も交替しているが、初期メンバーとしてはギタリストのエド・ウィンだけが今も残っている。 英国のフェスシーンの再興に寄与したバンドの一つとされており、特にグラストンベリー・フェスティバルや自作のカセットテープのギグやファンクラブでの販売と結び付けられることがある。